# فرناندا ميلشيونا
فرناندا ميلشيونا (من مواليد 2 فبراير 1984) هو سياسية برازيلية وكذلك مصرفية وأمينة مكتبة. أمضت حياتها السياسية في تمثيل ريو غراندي دو سول، بعد أن شغلت منصب نائب الممثل الفيدرالي منذ عام 2019.

## الحياة الشخصية
انخرطت ميلشيونا في السياسة في سن الثالثة عشرة، عندما اعترضت مع والديها على السياسات الليبرالية الجديدة وخصخصة الأعمال التجارية لرئيس البرازيل آنذاك فرناندو هنريك كاردوسو.
قبل أن تصبح سياسية، عملت ميلشيونا كموظفة في بنك. كما أنها حاصلة على درجة علمية في المكتبات من الجامعة الفيدرالية في ريو غراندي دو سول.

## الحياة السياسية
كانت ميلشيونا المرشح الأكثر تصويتًا في انتخابات 2016 لمجلس بورتو أليغري، حيث حصلت على 14.630 صوتًا. كانت ميلشيونا وعائلتها في الأصل أعضاء في حزب العمال، لكنها غادرت بعد أن كانت غير راضية عن سياسة لولا دا سيلفا.
في انتخابات 2018 كانت ميلشيونا العاشرة من بين المرشحين الأكثر تصويتًا في ولاية ريو غراندي دو سول، حيث يتم انتخابها لعضوية مجلس النواب الفيدرالي.